# مالكولم بيري
مالكولم بيري (بالإنجليزية: Malcolm Perry)‏ (و. 1929 – 2009 م) هو جراح، من الولايات المتحدة الأمريكية، ولد في ألين، تكساس، توفي في تايلر، تكساس، عن عمر يناهز 80 عاماً بسبب سرطان الرئة.